# Rohrbach (Kamenz)
Rohrbach ist ein Ortsteil der Stadt Kamenz im sächsischen Landkreis Bautzen. Der Ort liegt westlich der Kernstadt Kamenz. Die S 100 verläuft südlich.

## Geschichte
Der Gutweiler Rohrbach wurde 1263 erstmals urkundlich erwähnt und war zunächst auch Sitz eines Rittergutes, das der Standesherrschaft Königsbrück angehörte. Zwischen 1527 und 1612 muss es zur Auflösung des Rittergutes gekommen sein, denn in letzterem Jahr wird Rohrbach als Vorwerk von Brauna bezeichnet. 1777 lebte nur ein Häusler im Ort.
Rohrbach gehörte verwaltungstechnisch seit jeher zur Gemeinde Brauna und wurde am 1. März 1994 im Zuge der Eingemeindung Braunas ein Ortsteil der neu gebildeten Gemeinde Schönteichen. Mit der Auflösung der Gemeinde Schönteichen am 1. Januar 2019 wurde Rohrbach nach Kamenz umgegliedert.

## Kulturdenkmale
In der Liste der Kulturdenkmale in Rohrbach (Kamenz) ist für Rohrbach ein Kulturdenkmal aufgeführt.